# ملكة جمال مراهقات الولايات المتحدة الأمريكية 2021
ملكة جمال مراهقات الولايات المتحدة الأمريكية 2021 هي المسابقة التاسعة والثلاثين من مسابقة ملكة جمال مراهقات الولايات المتحدة الأمريكية. أقيمت المسابقة في 27 نوفمبر 2021 في منتجع بارادايس كوف ثياتر أوف ريفر سبيريت كازينو في تولسا، أوكلاهوما. استضاف المسابقة كالاني هيليكر ونيكول أدامو، في نهاية الحدث توجت برينا مايلز من فلوريدا من قبل ملكة جمال السابقة كيلاني أرودا من هاواي، هذه هي المرة الأولى التي تفوز فيها فلوريدا بلقب ملكة جمال مراهقات الولايات المتحدة الأمريكية ، وحصلت هانا جيليارد من العاصمة واشنطن على الوصيفة الأولى، ولندري ديفيس من تكساس على الوصيفة الثانية.
للسنة الرابعة على التوالي ، أقيمت المسابقة بالتزامن مع مسابقة ملكة جمال الولايات المتحدة الأمريكية. كانت النسخة بمثابة السنة الأولى للمسابقة تحت إدارة كريستل ستيوارت.

## النتائج

### المراكز النهائية

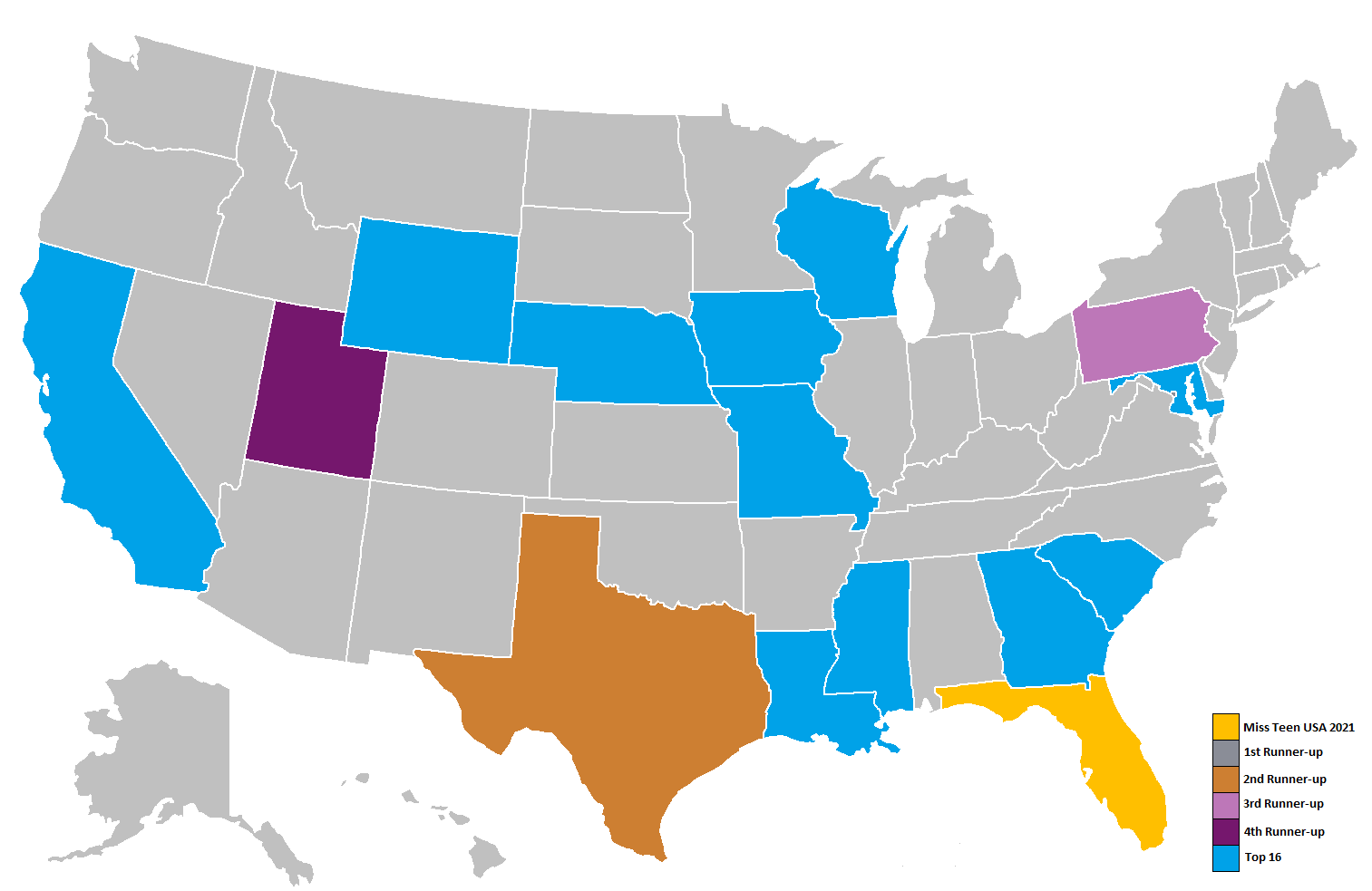
نتائج ملكة جمال مراهقات الولايات المتحدة الأمريكية 2021.

| النتائج النهائية                                  | المتنافسة |
| ------------------------------------------------- | --- |
| ملكة جمال مراهقات الولايات المتحدة الأمريكية 2021 | - فلوريدا - بريانا مايلز |
| الوصيفة الأولى                                    | - مقاطعة كولومبيا - هانا غيليارد |
| الوصيفة الثانية                                   | - تكساس - لاندري ديفيس |
| الوصيفة الثالثة                                   | - بنسيلفانيا - إيفون بيرك |
| الوصيفة الرابعة                                   | - يوتا - آيزجيانا وود |
| أفضل 16                                           | - كاليفورنيا - كاميرون دوان - جورجيا - ليزا جرينبيرج § - أيوا - انجل سترونج - لويزيانا - جرايسي بيتري - ماريلاند - ماريا ديريسافي - ميسيسيبي - ماتي جريس موريس - ميزوري - آنا لونج - نبراسكا - ديزي سديرث - كارولاينا الجنوبية - أوغوستا روتش - ويسكونسن - شريا جونديلي - وايومنغ - تيرين تاتشر |

### جوائز خاصة
| جائزة                                    | جائزة                                    | المتنافسة                  |
| ---------------------------------------- | ---------------------------------------- | -------------------------- |
| أفضل زي رسمي                             | الفائزة                                  | - يوتا - آيزجيانا وود      |
| أفضل زي رسمي                             | المركز الثاني                            | - نيومكسيكو - إميلي لير    |
| أفضل زي رسمي                             | المركز الثالث                            | - واشنطن - نوفالي لويس     |
| ملكة جمال فوتوجونيك                      | ملكة جمال فوتوجونيك                      | - إنديانا - ليكسي جريزوفكا |
| ملكة جمال اللطافة                        | ملكة جمال اللطافة                        | - نبراسكا - ديزي سديرث     |
| التصويت عبر الإنترنت المفضل لدى المعجبين | التصويت عبر الإنترنت المفضل لدى المعجبين | - جورجيا - ليزا جرينبيرغ   |

## خلفية
في 31 ديسمبر 2020 ، تم الإعلان عبر برنامج صباح الخير أمريكا أن ملكة جمال الولايات المتحدة الأمريكية وملكة جمال مراهقات الولايات المتحدة الأمريكية سيتم تقسيمهما من منظمة ملكة جمال الكون إلى منظمة جديدة تحت قيادة كريستل ستيوارت. ستشهد نسخة 2021 العام الأول للمسابقة تحت إدارة ستيوارت. سبق أن توجت ستيوارت بلقب ملكة جمال الولايات المتحدة الأمريكية لعام 2008.

### الموقع
في 20 أبريل 2021 ، تم عقد نسخة 2021 من ملكة جمال الولايات المتحدة الأمريكية و ملكة جمال مراهقات الولايات المتحدة الأمريكية في منتجع بارادايس كوف ثياتر أوف ريفر سبيريت كازينو في تولسا ، أوكلاهوما. ستمتد المسابقة أربعة أيام، تبدأ في 26 نوفمبر وتنتهي في 29 نوفمبر 2021.

## مسابقة ملكة

### لجنة التحكيم
- ماديسون برودسكي - مضيف ومؤلف ترفيهي.
- كلوديا كوريا - معالج الجهاز التنفسي.
- كلوي لوكاسياك - نجمة راقصة وراقصات.
- جوني روجرز كانتي - الرئيس التنفيذي لشركة سينجينس.
- جيروم لامار - مصمم أزياء ومدير إبداعي.

## المتسابقات

### اختيار المتسابقين
سيتم اختيار 51 متسابقة من الولايات الخمسين ومقاطعة كولومبيا في مسابقة ملكة الولايات.
| الولاية            | اسم المتسابقة     | العمر | بلد المنشأ     | المراكز         | ملاحظات |
| ------------------ | ----------------- | ----- | -------------- | --------------- | --- |
| ألاباما            | ديلين سوان        | 18    | جرينفيل        |                 | |
| ألاسكا             | إيلي سميث         | 18    | أنكوريج        |                 | ابنة سارة سميث ملكة جمال مراهقات ألاسكا الولايات المتحدة الأمريكية 1998                                                             |
| أريزونا            | ماكنزي ليندهاغ    | 16    | بيوريا         |                 | |
| أركنساس            | مادلين بولمان     | 19    | فايتفيل        |                 | |
| كاليفورنيا         | كاميرون دوان      | 16    | آناهايم        | أفضل 16         | سابقًا ملكة جمال مراهقة كاليفورنيا المتميزة 2018                                                                                     |
| كولورادو           | آبي لانغ          |       | لونغمونت       |                 | |
| كونيتيكت           | نيكيثا كيكانامادا | 19    | جنوب وندسور    |                 | |
| ديلاوير            | سكاي نوكس         | 19    | نيوارك         |                 | سابقًا مسابقة ملكة جمال مراهقة ديلاوير المتميزة 2018.                                                                                |
| مقاطعة كولومبيا    | هانا جيليارد      | 16    | واشنطن العاصمة | الوصيفة الأولى  | |
| فلوريدا            | بريانا مايلز      | 17    | بورت سانت لوسي | ملكة 👑         | ملكة جمال مراهقات الولايات المتحدة الأمريكية 2021                                                                                   |
| جورجيا             | ليزا غرينبيرغ     | 19    | بيتشتري سيتي   | أفضل 16         | |
| هاواي              | تيا بوستامانتي    | 18    | كانيوهي        |                 | |
| أيداهو             | كالي بيك          | 17    | بريستون        |                 | |
| إلينوي             | جيسيل باهينا      | 17    | شيكاغو         |                 | |
| إنديانا            | ليكسي جريزوفكا    | 17    | بلومنغتون      |                 | |
| أيوا               | انجل سترونج       | 19    | دي موين        | أفضل 16         | |
| كانساس             | مادلين بيكر       | 17    | هرينغتون       |                 | |
| كنتاكي             | كينيدي موسلي      | 17    | لندن           |                 | |
| لويزيانا           | جرايسي بيتري      | 18    | لافاييت        | أفضل 16         | |
| مين                | كياه براون        | 16    | بولندا         |                 | |
| ماريلاند           | ماريا ديريسافي    | 18    | ليوناردتاون    | أفضل 16         | |
| ماساتشوستس         | شانون مالوي       | 18    | كانتون         |                 | |
| ميشيغان            | جادا مويلان       | 17    | هدسونفيل       |                 | ابنة سارة دوسندانج مويلان ملكة جمال مراهقات ميشيغان الولايات المتحدة الأمريكية 1999                                                 |
| مينيسوتا           | أنيكا ويزي        | 18    | أواتونا        |                 | |
| ميسيسيبي           | ماتي جريس موريس   | 18    | فلود           | أفضل 16         | |
| ميزوري             | آنا لونغ          | 18    | بحيرة وينيباغو | أفضل 16         | |
| مونتانا            | كاتي توك          | 16    | إيكالاكا       |                 | |
| نبراسكا            | ديزي سديرث        | 18    | أوماها         | أفضل 16         | |
| نيفادا             | نويلاني مندوزا    | 18    | لاس فيغاس      |                 | |
| نيو هامبشير        | اميلي ميلز        | 19    | كونكورد        |                 | ابنة ستيفاني فوازي ميلز ، ملكة جمال نيو هامبشاير 1995                                                                               |
| نيو جيرسي          | ديلاني موسغريف    | 18    | لورنسفيل       |                 | |
| نيو مكسيكو         | إميلي لير         |       | ألاموغوردو     |                 | |
| نيويورك            | جيانا كولوريس     | 19    | بيثباج         |                 | |
| كارولاينا الشمالية | ماديسون ووكر      | 18    | غارنر          |                 | |
| داكوتا الشمالية    | اسبن هينيسي       | 18    | دي لاكس        |                 | |
| أوهايو             | جريس آن لارشيد    | 17    | ليما           |                 | |
| أوكلاهوما          | هنتر جورتون       | 18    | جلينبول        |                 | أخت تايلور جورتون، ملكة جمال مراهقات أوكلاهوما الولايات المتحدة الأمريكية 2008 وملكة جمال أوكلاهوما الولايات المتحدة الأمريكية 2016 |
| أوريغون            | ميكائيلا أوشوكي   | 18    | ويلسونفيل      |                 | |
| بنسيلفانيا         | إيفون بيرك        | 18    | دولستوون       | الوصيفة الثالثة | |
| رود آيلاند         | سيدني جايسوال     | 17    | كرانستون       |                 | |
| كارولاينا الجنوبية | أوغستا روتش       | 18    | إيزلي          | أفضل 16         | |
| داكوتا الجنوبية    | كاتي شميت         | 18    | ارتوازي        |                 | |
| تينيسي             | آني تشاو          | 17    | ممفيس          |                 | |
| تكساس              | لاندري ديفيس      | 18    | دالاس          | الوصيفة الثانية | |
| يوتا               | آيزجيانا وود      | 16    | كليرفيلد       | الوصيفة الرابعة | |
| فيرمونت            | جاميسين بيكر      | 16    | روتلاند        |                 | |
| فرجينيا            | أليسا ماوير       | 18    | برودواي        |                 | |
| واشنطن             | نوفالي لويس       | 17    | تاكوما         |                 | سابقًا ملكة جمال مراهقات واشنطن المتميزة 2018                                                                                        |
| فرجينيا الغربية    | بريلي نوتس        | 18    | غرافتون        |                 | |
| ويسكونسن           | شريا جونديلي      | 19    | ميكيون         | أفضل 16         | |
| وايومنغ            | تيرين تاتشر       | 18    | كيميرر         | أفضل 16         | |

## روابط خارجية
- موقع ملكة جمال مراهقات الولايات المتحدة الأمريكية الرسمي